# Aerograd
Aerograd (în rusă Аэроград) este un film SF sovietic din 1935 regizat de Oleksandr Dovjenko. În rolurile principale joacă actorii Stepan Șagaida, Serghei Stolearov, Evghenia Melnikova, Stepan Șkurat, Boris Dobronravov, Elena Maksimova și Vladimir Uralski. Este o coproducție a studiourilor  Mosfilm și VUFKU.

## Distribuție
- Stepan Șagaida — Stepan Glușak
- Serghei Stolearov — Vladimir Slușak
- Evghenia Melnikova
- Stepan Șkurat — Vasili Hudiakov
- G. Tsoi — Van-Lin
- N. Tabunasov — tânărul Ciukcia
- L. Kan — samurai
- I. Kim
- Boris Dobronravov — Aniki Șavanov
- Elena Maksimova
- Vladimir Uralski